# Tomasz Szutkowski
Tomasz Jerzy Szutkowski – polski językoznawca, doktor habilitowany nauk humanistycznych, profesor nadzwyczajny Instytutu Językoznawstwa Uniwersytetu Szczecińskiego.

## Życiorys
W 2005 ukończył studia filologii słowiańskiej na Uniwersytecie Szczecińskim, 20 listopada 2008 obronił pracę doktorską Nazwa własna w składzie jednostek paremiologicznych (na materiale języka rosyjskiego i polskiego), 15 kwietnia 2016 habilitował się na podstawie pracy zatytułowanej Współczesna paremiografia rosyjska i polska. Stan. Problemy. Perspektywy.
Zatrudniony jest na stanowisku profesora nadzwyczajnego w Instytucie Językoznawstwa Uniwersytetu Szczecińskiego.
Był prodziekanem na Wydziale Filologicznym Uniwersytetu Szczecińskiego oraz członkiem Organów Opiniodawczych i Doradczych Ministra; Rada Młodych Naukowców Ministerstwa Nauki i Szkolnictwa Wyższego.
Jest założycielem, kierownikiem i dyrygentem Zespołu Wokalnego „Cantus Delicium” oraz organistą w kościele p.w. Wniebowzięcia NMP w Pyrzycach.